# Ладакх
Лада́кх, или Ладак (тиб. ལ་དྭགས་, Вайли la dwags, хинди लदाख, урду لدّاخ‎, англ. Ladakh), — историческая и географическая область в Индии.
С 2019 года является союзной территорией, отделённой от бывшего штата Джамму и Кашмир.
Дословно «ла» означает перевал, «дакх» — страна. Расположена между горными системами Куньлунь на севере и Гималаи на юге. Ладакх населён народами как индоевропейского, так и тибетского происхождения, и является одной из наименее населённых областей Центральной Азии. Исторически в состав Ладакха входили Балтистан, долина Инда, Занскар, Лахул-Спити на юге, Нгари и Аксайчин на востоке, а также долина Нубра на севере. В настоящее время Ладакх граничит с Тибетом на востоке, Лахулом и Спити (штат Химачал-Прадеш) на юге, долинами Кашмира, Джамму и Балтистаном на западе, и ограничен хребтом Куньлунь, за которым начинается Восточный Туркестан, на севере. На территории Ладахка находятся одни из самых высоких гор в мире.
Ладакх иногда называют «Малым Тибетом» из-за схожести с культурой и природой Тибета. В прошлом он часто играл важную стратегическую роль из-за своего положения на пересечении торговых путей. Здесь когда-то проходил Великий шёлковый путь, а буддийские пилигримы основали монастыри на своём пути из Индии в Тибет. После закрытия западных границ Китая международная торговля здесь пришла в упадок. До 1974 года Ладакх был закрыт для туристов, но сейчас индийское правительство активно развивает в регионе туризм, который является существенным фактором дохода.
Важнейший и крупнейший город Ладакха — Лех. Большинство населения Ладакха — буддисты, а большая часть остальных жителей мусульмане-шииты.

## География

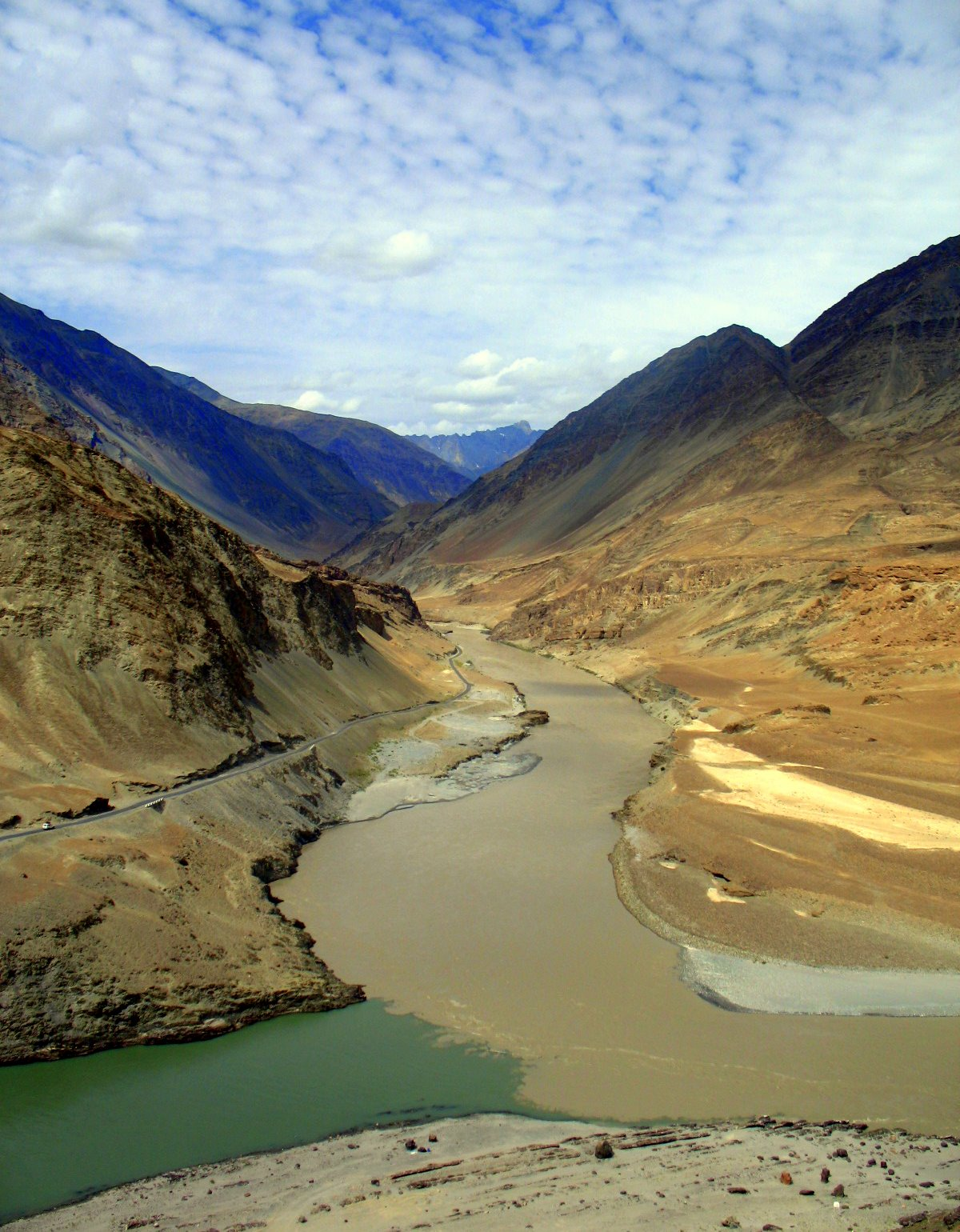
Слияние рек Инд и Занскар

Ладакх состоит из двух районов — Лех и Каргил. Лех, площадью 45 100 км², — больший из двух. Он расположен между 32° и 36° северной широты и 75°-80° восточной долготы. На западе Лех граничит с Пакистаном, на севере с Китаем. В районе Лех находятся город Лех и 112 населённых пунктов.
Исторически, регион включал Балтистан (Балтиюл), долину Инда, Занскар, Лахул и Спити, иногда, Нгари включая Рутог и Гуге, Аксайчин, Нубра. Современный Ладакх на востоке граничит с Тибетом, Лахул и Спити на юге, долиной Кашмира, Джамму и Балтистаном на западе, а также закуньлуньскими землями восточного Туркестана на севере. Направляясь с юго-запада на северо-восток, Алтын-Таг сходится с Куньлунем в Кашмире, который с юго-востока на северо-запад в форме буквы «V» с изгибом у непальского городка Пулу. Географическое разделение между Ладакхом и Тибетом начинается непосредственно к северу от Пулу. Оно идёт дальше на юг в массивном лабиринте хребтов к востоку от Рутога, где находятся Алинг Кангри 32°48′30″ с. ш. 81°00′03″ в. д. и Маванг Кангри и завершается в районе Маюм Ла.
Горный хребет региона был сформирован 45 миллионов лет назад при столкновении Индостанской плиты с Евразийской тектонической плитой. Плита всё ещё движется, вызывая землетрясения в Гималаях.[θ] Пики Ладакха средней высоты у Зоджи Ла (5000-5500 м), и выше к юго-востоку, самые высокие у Нун-Кунь (7000 м).
Ладакх — высочайшее плато Индии, с перепадом высот от 2750 метров над уровнем моря в Каргиле до 7672 метров в Сасир-Кангри. Граничит с двумя горными хребтами, Каракорумом на севере и Большими Гималаями на юге, а также пересекается двумя параллельными горными цепями — Ладакхским и Занскарским хребтами. Ладакхский хребет не имеет высоких вершин, в среднем его высота составляет 6000 метров, высота некоторых перевалов ниже 5000 метров.
К северу от хребта Ладакх расположена тёплая и плодородная долина реки Нубра, простирающаяся до подножия Каракорума. В неё ведёт дорога из Леха через перевал Кардунг-Ла (5600 метров), который является самым высокогорным автомобильным перевалом в мире. Долина Нубра и долина реки Шиок вместе носят название Нубра.
Между хребтом Занскар и Большим Гималайским хребтом находится область под названием Занскар — настолько обширная и значительная, что её имя часто упоминается наравне с Ладакхом для обозначения региона в целом. Окружённая со всех сторон высокими хребтами, она веками была изолирована от цивилизации и сохраняла свою власть и свою историю. Наличие всех высотных поясов — и плодородных долин, и альпийских пастбищ — позволяло её жителям существовать вполне самостоятельно. Река Занскар, собрав воды нескольких крупных притоков и многих мелких, покидает эту долину через узкое и глубокое ущелье, пропиленное ею в хребте Занскар, и впадает в реку Инд ниже Леха. Прямой колёсной дороги из Занскара в Ладакх нет, единственный путь сообщения — окружная дорога через перевал Пензи-Ла (4400 м) и Каргил в Кашмире. Значительная часть коммуникаций по сей день осуществляется по устоявшимся за многие века караванным тропам, ведущим в Ладакх, Лахул и юго-западные предгорья Гималаев.
В климате соединяются условия пустыни и Арктики, и Ладакх часто называют «холодной пустыней». Температура здесь колеблется от −40° С зимой до +35° С летом. Говорят, что только здесь можно страдать от солнечного удара и обморожения одновременно. Осадков выпадает в среднем 100—200 мм в год.

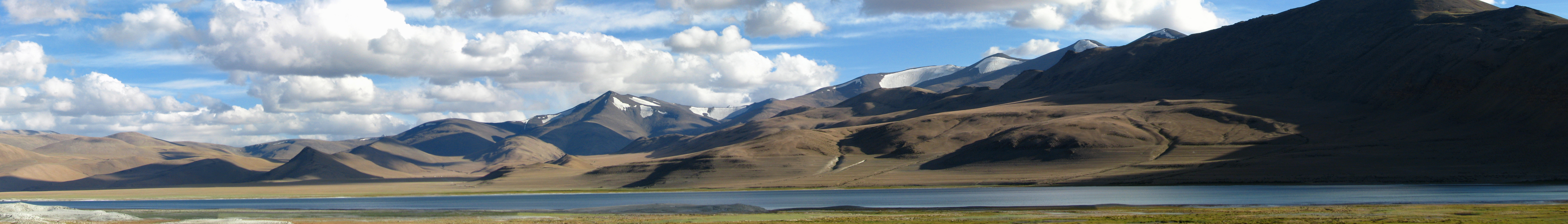
Панорама Ладакха

В состав союзной территории Ладакх правительство Индии включает Аксай-Чин и Гилгит-Балтистан.

## История
Территория Ладакха была заселена с неолита, что подтверждается многочисленными находками пещерных рисунков. Древнейшее население Ладакха предположительно состояло из индоариев, монов и дардов, о чём упоминают Геродот, Неарх, Мегасфен, Плиний Старший и Клавдий Птолемей; упоминание о них встречается в географических списках «Пураны». В I веке н. э. Ладакх входил в Кушанское царство. Во II веке в западном Ладакхе распространился пришедший из Кашмира буддизм. Восточный Ладакх и Западный Тибет до VIII века были населены поклонниками религии бон. В VIII веке Ладакх попал в сферу влияния расширявшегося на Запад Тибета. Одновременно через Центральную Азию распространялось китайское влияние. В 842 году, после распада Тибетской Империи, территорию Ладакха захватил Ньима-Гон, представитель тибетской правящей династии, который и стал основателем династии правителей Ладакха. Во время его правления весь Ладакх был обращён в буддизм (что в литературе часто называется «вторым распространением буддизма»), религиозные идеи были заимствованы в северо-западной Индии, в частности, в Кашмире.
В XIII веке, находясь перед угрозой исламского завоевания, Ладакх решил ориентироваться на Тибет в вопросах религии. До 1600 года соседние мусульманские государства совершали регулярные набеги на Ладакх, что привело к дроблению и ослаблению последнего и обращению части населения в ислам.

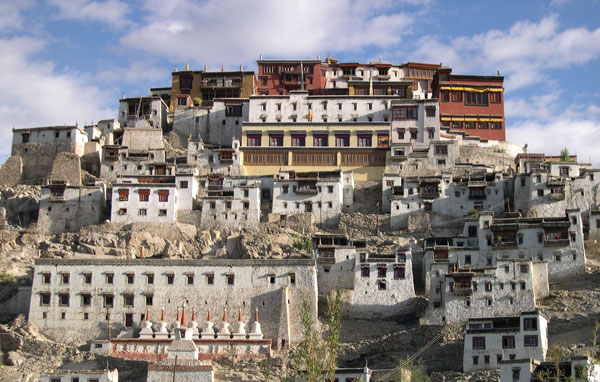
Монастырь Тикси

Царь Лхачен Бхаган в XIV веке объединил Ладакх и основал новую династию Намгьял, правившую до 1834 года. Представители династии отразили нападения из Центральной Азии и расширили территорию государства, которая в какой-то момент доходила на восток до Непала. В начале XVII века к Ладакху были присоединены Занскар и Спити. Позже Ладакх был завоёван моголами, которые перед этим заняли Кашмир и Балтистан, но смог сохранить свою независимость.
В конце XVII века Ладакх заключил союз с Бутаном против Тибета, что привело к тибетскому вторжению в Ладакх. Кашмир оказал Ладакху помощь и восстановил правление династии Намгьял на том условии, что царь Ладакха обратится в ислам и построит мечеть в Лехе. В 1684 году был заключён Темисгамский мирный договор между Ладакхом и Тибетом, по которому независимость Ладакха была сильно ограничена.
В 1834 году догри, входившие в войска пенджабского сикхского государства под управлением Ранджита Сингха, захватили Ладакх. Восстание в Ладакхе в 1842 году было подавлено, и Ладакх был включён в государство догри, Джамму и Кашмир. Династия Намгьял получила джагир Сток (к югу от города Лех), которым формально владеет по сей день. Начиная с 1850-х годов в Ладакх проникало европейское влияние; в 1885 году в Лехе была основана миссия протестантской Моравской церкви.

Ладакх (показан красным цветом) на карте штата Джамму и Кашмир

В 1947 году во время раздела Британской Индии правитель Джамму и Кашмира махараджа Хари Сингх колебался, следует ли ему присоединиться к Индии или Пакистану, но в конце концов подписал договор о присоединении к Индии. В 1949 году Китай закрыл границу между долиной Нубра и Синьцзяном, перекрыв тем самым старинный торговый путь. В 1955 году Китай начал строить около границы дороги, соединяющие Синьцзян и Тибет. Он также совместно с Пакистаном построил Каракорумское шоссе. В ответ Индия построила вдоль границы шоссе, соединяющее Лех и Сринагар, сократив дорогу между этими городами с 16 дней до двух. Весь штат Джамму и Кашмир является предметом территориальных споров Индии с Пакистаном (Кашмирский конфликт) и Китаем. В 1971 году Индия получила несколько деревень, ранее входивших в Пакистан. В 1999 году в ходе Каргильской войны регион чуть не стал ареной ядерной войны. Административно Ладакх, входящий в состав штата Джамму и Кашмир, был в 1979 году разделён на округа Лех и Каргил. В 1989 году произошли столкновения между буддистами и мусульманами. В 1993 году после призывов к большей независимости от правительства штата, в котором доминируют кашмирцы, был создан Автономный горный совет развития Ладакха.
В 2019 году Ладакх стал самостоятельной союзной территорией Индии и был выведен из состава упразднённого штата Джамму и Кашмир.

## Флора и фауна

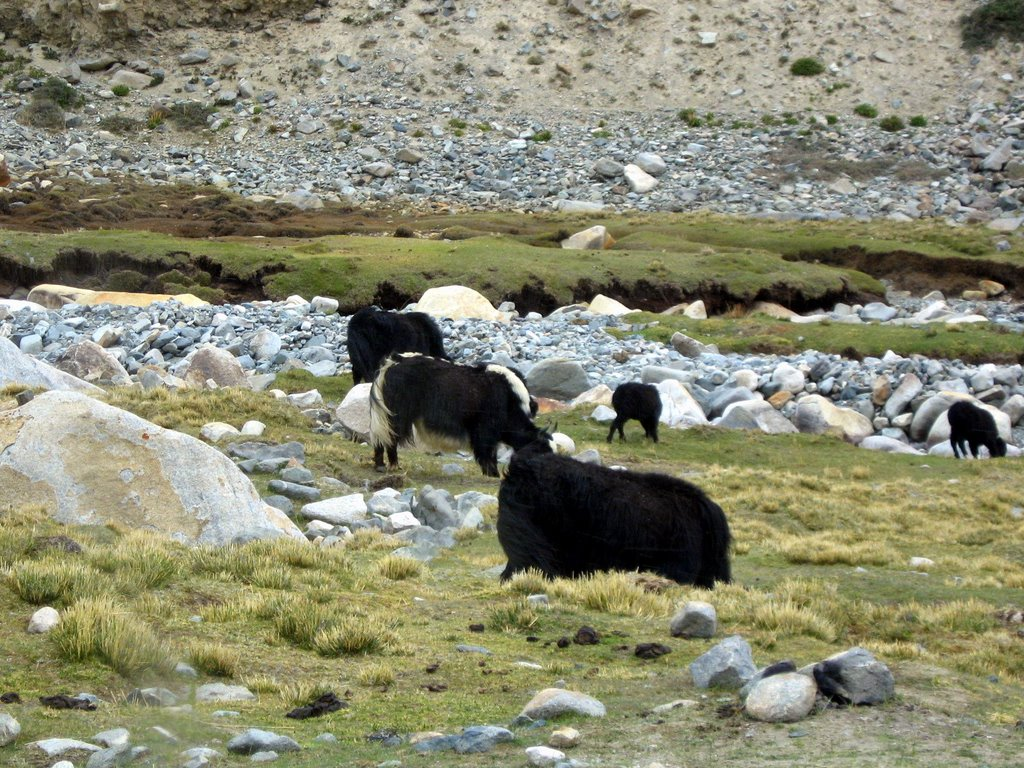
Яки в Ладакхе

Природа региона в первый раз была изучена Фердинандом Столичкой, палеонтологом из Австрии, организовавшим крупную экспедицию в регион в 1870-х. Растительность в Ладакхе в основном встречается у потоков и водоёмов, на высоких склонах, и в местах полива.
Фауна Ладакха схожа с центральноазиатской больше, чем с тибетской. В Ладакхе много птиц, которые проводят в нём лето, зимой возвращаясь в Индию. 225 видов птиц удивительно для такого пустынного района. Многие виды зябликов, малиновок, горихвосток и удодов встречаются летом. Коричневоголовые чайки летают летом над Индом и озёрами Чангтана. На озёрах живёт браминская утка и огари, горные гуси. Черношейный журавль — редкий вид тибетского плато, также встречается в Ладакхе. Другие птицы: ворон, клушица, гималайский улар и азиатский кеклик. Бородач и беркут часто бывают замечены в Ладакхе.

Черношейный журавль

Нахур или «голубой баран» — наиболее распространённое парнокопытное ладакхских гор. Он также встречается в Занскаре и Шаме. Сибирский горный козёл — очень элегантное животное, встречается в западной части Ладакха, популяция примерно 6000 голов; это второе по распространённости парнокопытное. Он приспособлен к высокогорьям и, чувствуя опасность, поднимается по крутым склонам. Обитает также ладакхский муфлон (Ovis orientalis vignei). Он уникален для региона, его численность сократилась и в настоящее время составляет около 3000 голов. Этот муфлон — эндемик Ладакха, и чаще встречается около Инда и Шайока. Фермеры часто преследовали животных, обвиняя их в порче урожая. Не следует также забывать о охотниках, которые с XIX века приезжали из Сринагара для охоты на муфлонов. Тибетские аргали, или ньян — крупнейший дикий горный баран в мире, высотой 100—120 см в плечах с огромными рогами. Его ареал площадью 2,5 миллиона км² включает Тибетское плато, и, мигрируя, аргали преодолевает огромные горы. В Ладакхе около 400 аргали. Они живут на открытых просторах, так как, в случае атаки хищника, предпочитают стремительное бегство, а не подъём в горы. Редкую тибетскую антилопу оронго, или чиру, а в Ладакхе называемую «цос», истребляли из-за ценной шерсти (по-персидски шахтуш), которая продавалась на востоке для изготовления одежды высокопоставленных персон. С одной оронго вручную выщипывали немного шерсти, при этом антилопу убивали. Шерсть везли в Кашмир, где местные мастера вышивали изысканные шали. Ладакх также является ареалом Procapra picticaudata — антилопы-гоа, которая пасётся в восточном Ладакхе на границе с Тибетом.

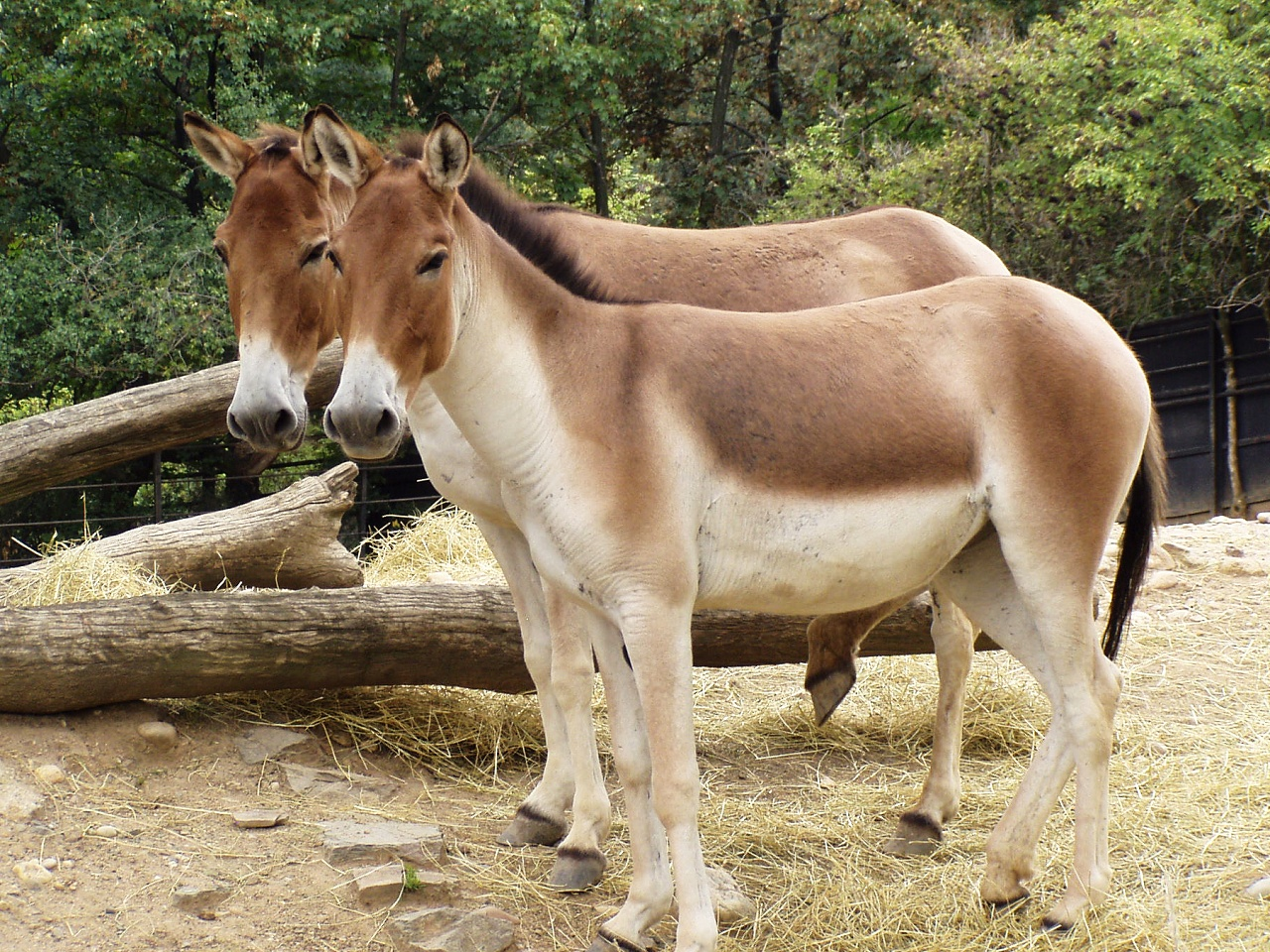
Кианг, или тибетский дикий осёл

Кианг, или тибетский дикий осёл, обычно пасётся на лугах Чангтана, насчитывают около 2500 особей. Кочевники-чангпа обвиняют ослов в порче и без того скудных пастбищ. Около 200 ирбисов из 7 000 в мире, живут в Ладакхе. В Хемиском национальном парке (Hemis National Park) созданы все условия для вольготного проживания леопарда. Рысь живёт в Нубре, Чангтане и Занскаре и охотится на мелких млекопитающих. Манул был замечен в Ладакхе, но больше о нём неизвестно. Тибетский волк иногда нападает на скот ладакхцев и поэтому бывает преследуем ими. Есть также несколько медведей в долине Суру и около Драса. Недавно в регионе была обнаружена тибетская лисица. Среди малых животных — сурки, зайцы, пищухи и полёвки.
В Ладакхе бедная растительность по причине сухого и жаркого лета и холодной зимы, но недостаток влаги самое существенное условие. У водоёмов, а особенно в местах полива растительность гораздо более развита.
Часто встречается облепиха (Hippophae spp.), шиповник, тамариск (Myricaria spp.), тмин, крапива, мята, Physochlaina praealta, и различные травы.
В пустыне вокруг Леха встречаются каперсы (Capparis spinosa), котовник (Nepeta floccosa), мордовник (Echinops cornigerus), хвойник (Ephedra gerardiana), ревень, пижма, гармала и ряд других суккулентов. Можжевельниковые деревья часто почитаются буддистами, как священные.
Человеческие поселения отмечены пышными полями и деревьями, орошаемы водой из ледниковых потоков, источников и рек. В высокогорных деревнях выращивают ячмень, горох и овощи, и есть один из видов ивы (называемый дрокчанг на ладакхи). В деревнях в долине также выращивают пшеницу, люцерну, горчицу на масло, виноград, и большое количество овощей. Из культивируемых деревьев в нижних деревнях выращивают абрикосы, яблоки, шелковицу, грецкие орехи, бальзамические тополя, Ломбардские тополя и несколько видов ивы (трудно определить, местные названия меняются). Вязы и тополя растут в Нубрской долине, и один легендарный белый тополь растет в Алчи, в долине Инда. Робиния псевдоакация (Robinia Pseudoacacia), гималайский кипарис и конский каштан выращиваются с 1990 года.

## Правительство и политика
В соответствии с положениями Закона о реорганизации штата Джамму и Кашмир Ладакх управляется как союзная территория без законодательного собрания или избранного правительства. Главой правительства является губернатор-лейтенант, назначаемый президентом Индии, которому помогают государственные служащие индийской административной службы. Ладакх находится под юрисдикцией Высокого суда Джамму и Кашмира. Союзная территория Ладакх имеет свои собственные полицейские силы во главе с генеральным директором полиции.
В октябре 1993 года правительство Индии и штата согласилось создать в каждом округе Автономный горный совет. И в 1995 году был издан акт «О создании ладакхского автономного горного совета развития». Выборы в совет состоялись 28 августа 1995 года. Первое заседание состоялось в Лехе 3 сентября 1995 года. Каргил обрёл свой совет в июле 2003 года. Совет взаимодействует с деревенскими Панчаятами по вопросам экономики, здравоохранения, образования, землепользования, налогов, управления и самоуправления. Эти вопросы обсуждаются в исполнительном органе блока в присутствии исполнительного советника и других членов совета. Суды, закон, правопорядок, высшее образование является компетенцией штата.
Ладакх отправляет одного представителя (MP) в нижнюю палату Парламента — в Лок сабха (Ладакхский избирательный округ Лок Сабха). Сейчас Ладакх представляет Хассан Хан.
В Ладакхе основные религии долгое время существовали мирно, но в последние десятилетия произошли негативные изменения. В 1931 году был создан Kashmir Raj Bodhi Mahasabha — союз кашмирцев-буддистов (вернее, необуддистов, так как кашмирцы ещё в Средние века перешли в ислам) и это вызвало недовольство мусульман. В 1989 году были кровавые столкновения с мусульманами и Ладакхская буддийская ассоциация призвала к бойкотам мусульман, бойкот был снят в 1992 году. Ладакхский фронт союзных территорий (LUTF), который контролирует Лехский совет, в 2002 году призвал политические силы Ладакха объединиться под одним флагом и требовать союзного статуса. Ситуация вскоре изменилась и некоторые советники вышли из партии и стали либо беспартийными, либо вошли в Национальную конференцию ДиК. У фронта нет единого мнения относительно границ союзной территории, так как мусульманский Каргил не желает отсоединяться от Сринагара.
Функционируют два местных совета — Каргильский (большинство у Джамму и Кашмирской нацконференции и ИНК), и Лехский (большинство у БДП). В парламенте Индии Ладакх представлен БДП.

## Монастыри Ладакха
Достоверно известно, что первые буддийские культовые сооружения появились в Ладакхе во II веке н. э. при кушанском императоре Канишке. Но строения разрушились, а буддизм надолго покинул регион, уступив место религии Бон и другим анимистическим культам. В IX—X веках в регионе стала утверждаться Ваджраяна и появлялись первые религиозные сооружения, священные пещеры, где уединялись йогины. Многие монастыри связывают своё основание с деятельностью Ринчена Санпо (958—1055) — святого, переводчика, философа, и по некоторым сведениям, регента Гуге. В XVII веке в Ладакхе сформировалась современная система монастырей, которые относятся, главным образом, к школам Друкпа Кагью и Гелуг.
Некоторые важнейшие монастыри:
- Алчи Гомпа — монастырь знаменит фресками эпохи Ринчен Санпо, которые редко где можно найти.
- Дзонгхул Гомпа — маленький монастырь, но очень знаменитый. Основал его сам Наропа, он вбил в скалу свой посох и пхурпа (тантрический кинжал). С тех пор к реликвиям стекаются паломники, а йогины часто медитируют там.
- Дискит Гомпа — главный монастырь долины Нубра и один из крупнейших гелугпинских монастырей в регионе.
- Зангла Гомпа — в этом монастыре начал своё изучение тибетского Александр Чома де Кёрёш.
- Курча-Гомпа — крупнейший гелугпинский монастырь Занскара.
- Ламаюру — основан Наропой. Служил одновременно для Дрикунг Кагью и Бон-по. Н. К. Рерих оставил его описание.
- Ликир Гомпа — красивый монастырь с 7-метровой статуей Будды под открытым небом.
- Ридзонг Гомпа — гелугпинский. Славится строжайшим соблюдением монашеских правил.
- Сани Гомпа — возможно, самый древний монастырь региона, так как основан во II веке н. э. Легенды связывают гомпу с Канишкой, Падмасабхавой и Наропой.
- Тикси — крупнейший монастырь Ладакха.
- Хемис Гомпа — основан на месте встречи Наропы с его гуру Тилопой. В некотором смысле, место зарождения Кагью. Также здесь, якобы, найдено Тибетское Евангелие.
- Шей Гомпа — знаменитый монастырь в летней столице Ладакхского царства.

## Экономика

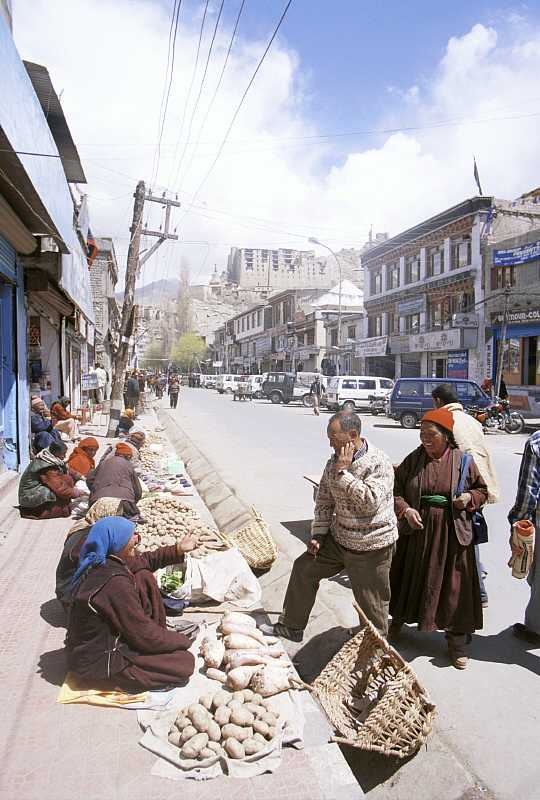
Лехский рынок

Экономика Ладакха зиждется на трёх столпах: индийская армия, туризм и гражданское правительство в форме предоставления рабочих мест и расширенных субсидий. Сельское хозяйство ныне не является основой экономики, хотя так было поколение назад, да и теперь большинство ладакхцев живут сельским хозяйством.
Веками основу ладакхской экономики составляло производство ячменя, гороха, пшеницы, разведение скота, особенно, яков, коров, помесей яков и коров, овец и коз. На высоте 3000-4000 м сельскохозяйственный сезон короток, всего несколько месяцев в году, как в северных странах. Недостаток влаги препятствует созданию крупных фермерских хозяйств, но ладакхцы выработали эффективные формы для мелкого производства. Для орошения создавались ирригационные каналы. Важнейшие культуры: ячмень и пшеница. Рис ранее считался роскошью, но ныне, благодаря субсидиям правительства, стал дешевле остальных видов зерна.
В низинах выращивают фрукты, в таких высокогорных местах как Рупшу живут кочевники. Раньше они меняли прибавочный продукт на соль, сахар, спички и другие предметы. Два ладакхских продукта были экспортными: абрикосы и кашемир. Сегодня важной сельскохозяйственной продукцией стали овощи, которые активно закупаются индийской армией и продаются на внутреннем рынке. Производством занимаются мелкие землевладельцы, которые трудятся на земле лично и иногда нанимают сезонных рабочих из Непала. Голый ячмень (ладакхи nas, урду grim) — традиционно ведущая сельскохозяйственная культура Ладакха, на берегах Цоморари близ Корзок Гомпа его выращивают на высоте 4600 м, что считается высочайшим полем в мире.
Раньше Ладакх в полной мере наслаждался выгодой своего географического положения, находясь на пересечении торговых путей. Ладакхцы брали пошлину с товаров, перевозимых караванами из Туркестана, Тибета, Пенджаба, Кашмира и Балтистана. Некоторые ладакхцы сами занимались караванной торговлей, содействуя торговле тканями, коврами, красителями и наркотиками между Пенджабом и Синьяцзяном. Тем не менее, со времени закрытия тибетской границы китайским правительством, международная торговля через Ладакх сошла на нет.
С 1974 года индийское правительство приняло меры по развитию туризма в Ладакхе, который, несмотря на войну в Кашмире, стал более безопасным. Сейчас только 4 % ладакхцев заняты в туристическом бизнесе, но туристы приносят 50 % ВНП региона.
Приключенческий туризм появился в Ладакхе в XIX веке. В начале XX века стали популярны 14-дневные туры английских служащих в Индии из Сринагара в Лех. Агентства, возникшие в Сринагаре и Шимле специализировались на приключенческом туризме — охота, рыболовство и походы. Эта эпоха описана Артуром Невесом в «Туристическом путеводителе по Кашмиру, Ладакху и Скардо», впервые опубликованном в 1911 году. Сегодня около 30 000 туристов посещают Ладакх каждый год. Туристы посещают такие места, как Лех, Драсс, долина Суру, Каргил, Занскар, Зангла, Рангдум, Падум, Фуктал, Сани Гомпа, Тонди, Шайок, Саку, Солёная долина. Популярны маршруты Манали—Лех, Нубра, долина Инда, Маркха, маршрут по ладакхским монастырям, Южный Зангскар, Транс-Занскарская экспедиция, Спити—Ладакх, Спити—Питок—Хемис, Рупшу, солёные озёра, ледник Чадар, Падум—Фуктал, Падум—Дарча, Паникхар—Хенискот, Падум—Манали, Ламаюру—Марцеланг, Ламаюру—Аличи, Калла Паттарский маршрут, Пахалгам—Суру, Киннаур—Спити—Ладакх, Цоморари и Манали—Лех.
Сейчас правительство занято крупными проектами по улучшению инфраструктуры Ладакха. Уже построенные дороги позволяют сплотить ладакхскую экономику и создать альтернативу сельскому хозяйству. Субсидирование продовольствия, работа в туристической сфере и новая инфраструктура привели к росту городского населения Ладакха, переселения многих ладакхцев город. Основной опорой остаётся индийская армия, которая вербует из ладакхцев военнослужащих и обслуживающий персонал, а также покупает местные товары и услуги.

## Транспорт

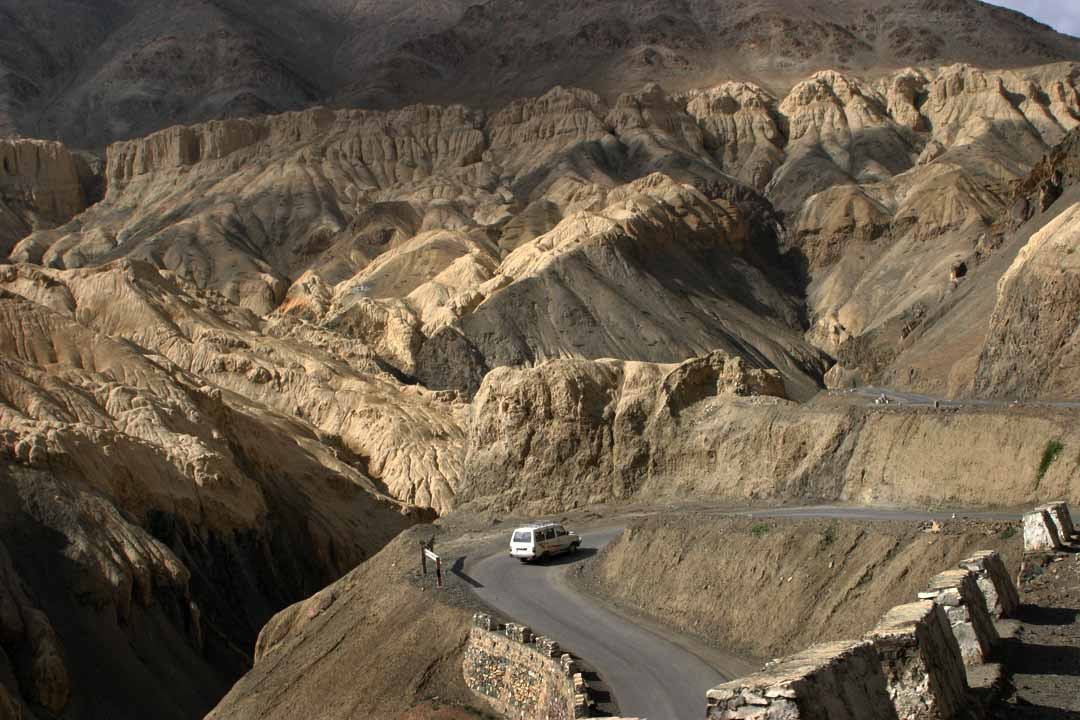
Транспорт на Гималайском Шоссе 3

В Ладакхе около 1800 км дорог, из которых 800 км с твёрдым покрытием. О большинстве дорог заботится Организация пограничных дорог.
Ладакх был точкой соприкосновения Центральной и Южной Азии, когда использовался Великий шёлковый путь. 60-дневный путь по Ладакхскому пути связывал Амритсар и Яркенд через 11 перевалов и активно использовался до последней четверти XIX века. Другим регулярно используемым путём был Калимпонгский путь между Лехом и Лхасой через Гарток, административный центр западного Тибета. Гартока достигали зимой через долину Инда или через Тагланг-Ла или Чанг-Ла. За Гатоком Черко Ла приводил путников к Манасаровару и озеру Ракшасов, затем в Барка, который был связан с Лхасой дорогой. Этот путь теперь перекрыт решением китайского правительства. Другие пути соединяли Ладакх с Хунзой и Читралом, но теперь и эти пути перекрыты из-за войны с Пакистаном.
В настоящее время только две важные ладакхские дороги используются: Сринагарская и Манали. Путешествие от Сринагара начинается от Сонамарга, через Зоджи Ла (3450 м), Драс и Каргил (2750 м), Намика Ла (3700 м) и Фату Ла (4100 м). Это древнейший путь в Ладакх и сейчас перевалы открыты с апреля/мая до ноября/декабря. Однако, из-за роста напряжённости в Кашмире, основная нагрузка легла на Сринагар-Каргил-Лех через Зоджа Ла на Лех-Манальское шоссе из Химачал-Прадеш. Шоссе пересекает перевалы Рохтанг Ла (3978 м), Баралача Ла (4892 м), Лунглача Ла (5059 м), Тагланг Ла (5325 м) и равнину Мор. Шоссе открыто с мая по ноябрь.
Автобусы ходят от Леха к ближайшим деревням. Манали-Лех-Сринагарская дорога — это половина дорожной системы Ладакха, остальные являются её ответвлениями. Для пешеходов и караванов Ладакх связан запутанной сетью горных троп, следуя по которым можно попасть в любую его часть, но путь из соседнего Химачал-Прадеша может занять несколько месяцев. Дороги и тропы позволяют, путешествуя по Ладакху на автомобиле, пополнять запасы в соседних населённых пунктах, но путники предпочитают использовать пешеходные тропы.
Один аэропорт есть в Лехе, из него каждый день производятся рейсы в Дели на Jet Airways, Air Deccan и Indian Airlines и каждую неделю в Сринагар и Джамму. Есть два аэропорта в Даулат-Бег-Ольди и Фукче для военного транспорта.

## Демография

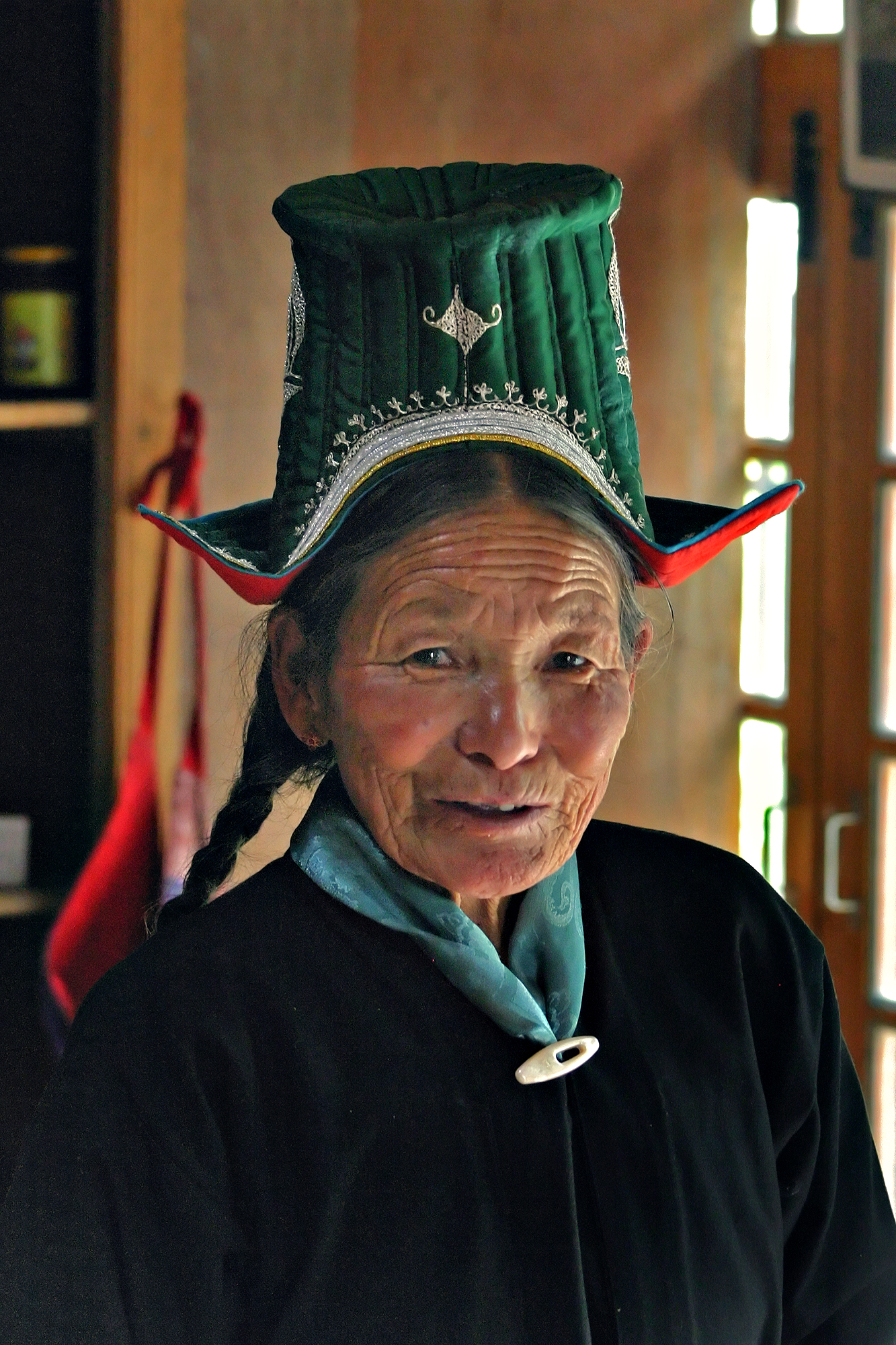
Ладакхская женщина в традиционной одежде и шапочке

Население Ладакха около 260 000 человек, представляет собой смесь различных народов, в основном тибетцев, монов и дардов. Как и остальные ладакхцы, балти Каргила, Нубры, долины Суру и Балтистана тесно связаны с тибетцами в языковом плане, и были буддистами до Нового времени.
Большинство ладакхцев округа Лех и Занскара — тибетские буддисты, большинство каргильцев мусульмане-шииты. Соответственно в Каргиле есть буддийское меньшинство, а в Лехе мусульманское. Некоторое количество кашмирских суннитов живёт в Лехе и Падуме в Занскаре. В деревнях балти живёт несколько сотен мусульман-нурбахшия. Менее 40 семей ладакхцев исповедуют христианство, которое они приняли в XIX веке.
Религиозный состав населения союзной территории: мусульмане (46,41 %), буддисты (39,65 %), индуисты (12,11 %).
Среди неладакхцев большинство индуисты и сикхи, есть небольшое число последователей бон.
Кочевники чангпа на плато Рупшу в большинстве своём переселились из Тибета в недавнее время. С начала 1960-х годов тибетцы-кочевники бежали из оккупированного Китаем Тибета в индийский Ладакх. Около 2000 из них бросило кочевать и поселилось в Лехе и других городах. Около 3 500 тибетских беженцев расселилось в округе Лех.
В Драсе и Дха-Хану преобладают люди дардского происхождения. Жители района Дха-Хану, известные как брокпа — последователи буддизма, но сохранили старые дардские традиции. В Драсе принят ислам и сильно кашмирское влияние. Монов осталось очень мало, но некоторые музыканты, кузнецы и плотники считают себя потомками настоящих монов. По переписи 2001 года, 47,4 % населения региона буддисты, 45,9 % мусульмане, 6,2 % индуисты и 0,5 % остальные. Население делится примерно пополам по округам Лех и Каргил. В Лехе 77 % буддистов, а в Каргиле 80 % мусульман.

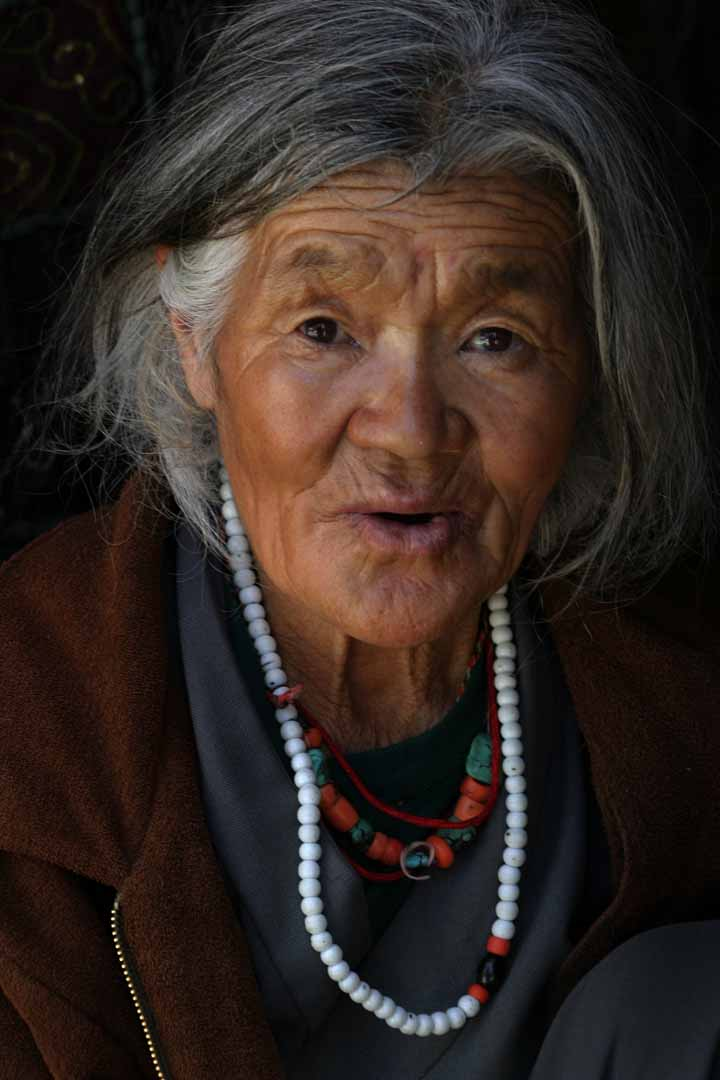
Местная женщина, Ладакх

Основной язык Ладакха — ладакхи, ветвь тибетского языка. Образованные ладакхцы часто знают хинди, урду и иногда английский. В ладакхи есть целый ряд диалектов, как то: чанг-па, пуриг-па в Каргиле, занскарский, но они взаимопонятны. Благодаря торговым путям ладакхи активно обогащался иностранными словами. Традиционно ладакхи был чисто разговорным языком и для письма использовали классический тибетский, но в последнее время появились авторы, пишущие на разговорном ладакхи тибетскими буквами.
Общий уровень рождаемости (TBR) на 2001 был 22.44, где 21.44 для мусульман и 24.46 для буддистов. Брокпа имеют наивысший уровень — 27.17, аргхуны самый низкий — 14.25. Коэффициент фертильности был 2.69 с 1.3 в Лехе и 3.4 в Каргиле. Для буддистов — 2.79 и для мусульман — 2.66. У балти — 3.12 и аргхунов 1.66. Уровень смертности 15.69, у мусульман 16.37 и у буддистов 14.32. Выше всего у брокпа 21.74 и ниже всего у бодхов 14.32.
| Год[ιζ] | Лех (округ) | Лех (округ)      | Лех (округ)           | Каргил (округ) | Каргил (округ)   | Каргил (округ)        |
| Год[ιζ] | население   | процент прироста | женщин на 1000 мужчин | население      | процент прироста | женщин на 1000 мужчин |
| ------- | ----------- | ---------------- | --------------------- | -------------- | ---------------- | --------------------- |
| 1951    | 40,484      | —                | 1011                  | 41,856         | —                | 970                   |
| 1961    | 43,587      | 0.74             | 1010                  | 45,064         | 0.74             | 935                   |
| 1971    | 51,891      | 1.76             | 1002                  | 53,400         | 1.71             | 949                   |
| 1981    | 68,380      | 2.80             | 886                   | 65,992         | 2.14             | 853                   |
| 2001    | 117,637     | 2.75             | 805                   | 115,287        | 2.83             | 901                   |

В Лехе было 1011 женщин на 1000 мужчин в 1951 году, но в 2001 стало 805, для Каргила соотношение изменилось с 970 к 901. Для городов обоих округов этот уровень ещё ниже — 640. Эта странность объясняется тем, что в Ладакхе много сезонных рабочих, мигрантов, торговцев. Около 84 % ладакхского населения живёт в деревнях. Средний годовой прирост населения в 1981—2001 годах составлял 2,75 % в Лехе и 2,83 % в округе Каргил.

## Культура

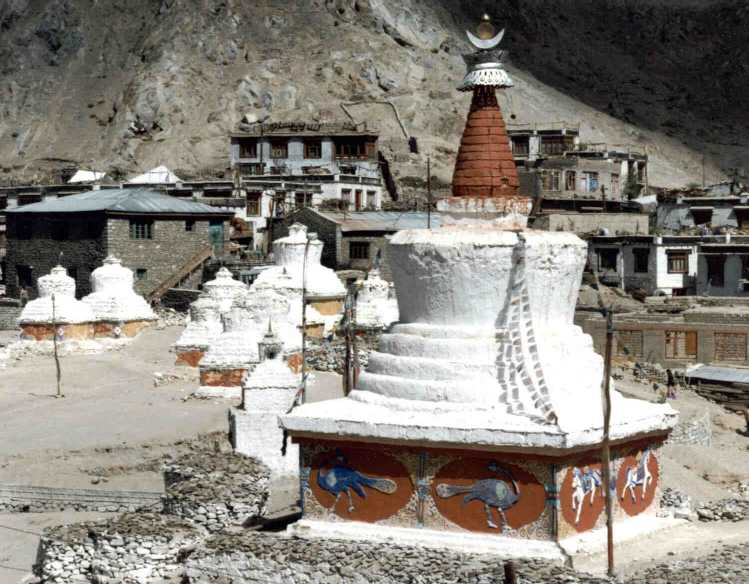
Чортен в Ладакхе

Культура вообще и кухня в частности похожи на центрально-тибетскую. Основными блюдами являются тхукпа (суп с лапшой) и цампа, в Ладакхе зовётся ngampe и незаменима при путешествиях. Собственно ладакхское блюдо — skyu — тяжёлые макароны с корнеплодами. Ныне употребляется и привозная пища, как в долинной Индии. Чай делают в маслобойке с добавлением масла и соли, его называют gurgur cha. Сладкий чай (cha ngarmo) сейчас обычен, его делают как в Индии, добавляя много сахара и молоко. Излишки ячменя идут на приготовление чанга — алкогольного напитка, часто употребляемого на праздниках.
Архитектура Ладакха развивалась под влиянием Тибета и Индии, в основном как монастырская. Буддийские колёса, часто украшенные драконами, встречаются почти в каждой гомпе. Дома и монастыри строили на возвышенностях, выбирая южные склоны. При строительстве использовали камень, дерево и землю, но теперь предпочитают заполнять глиняные ячейки стен камнями и необожжённым кирпичом. Здесь находится множество монастырей, расположенных в самых непостижимых местах — на выступах высоких гор, на краях ущелий. Ладакхский монастырь называется гомпа, что означает «место для медитации». Гомпа является центром любой деревни, и численность монахов в каждом монастыре пополняется за счёт местной традиции у жителей деревни посылать одного из сыновей в монахи.
Помимо архитектуры Ладакх известен своими религиозными фестивалями. Монастырь Хемис является центром ежегодного фестиваля танцев в масках. Проводимый, в зависимости от подсчётов монахов, в июне или июле, он приурочен ко дню рождения гуру Падмасамбхавы. Этот религиозный праздник грандиозно отмечается каждые 12 лет в год обезьяны по восточному календарю.
Музыку чаще можно услышать на буддийских монастырских праздниках, она подобна тибетской музыке, часто присутствуют религиозные песнопения на тибетском и санскрите. Эти длинные и сложные тексты исполняются только в особые дни праздников. Пение Янг не имеют метрической строки, исполняется под аккомпанемент барабанов низким голосом. Очень важны танцы в ритуальных масках — мистерии Цам. Хемис Гомпа, центр школы Друкпа Кагью в Ладакхе, проводит этот праздник ежегодно, другие крупные гомпы не отстают. В бытовом смысле, в танцах показана борьба благих и неблагих сил.
Ткачество — неотъемлемая часть ладакхской культуры, в восточном Ладакхе ткут и женщины и мужчины. Типичный костюм включает гончас из вельвета, украшенные жилеты, сапоги, шляпы. Праздники проходят в Ладакхе с 1 по 15 сентября. Ладакхцы надевают лучшие головные уборы, иногда украшенные золотом, серебром или бирюзой. Монахи танцуют в масках и играют на тарелках, трубах и флейтах. В народе известен танец яка, льва и ташиспа. Вокруг монастырей часто можно видеть флажки лунгта. В монастырях создаются иконы-тханки. Проводят соревнования по стрельбе из лука, поло и шуточные свадьбы.
Сейчас самый популярный спорт в Ладакхе — хоккей на льду, пик сезона в январе. Очень популярен крикет. Стрельба из лука исторически народный спорт, деревенские жители устраивают турниры по стрельбе на праздниках, не обходится и без танцев, выпивки, азартных игр. Во время стрельбы играют специальную музыку сурна и даман. Поло, вероятно, заимствованно у балти в XVI веке при царе Сэнге Намгьяле, чья мать была принцессой балти.
По сравнению с Индией, женщины играют очень важную общественную роль. Полиандрия (фратернальная или братского типа) и наследование жён были всеобщим обычаем до 1940 года, когда правительство Джамму и Кашмира запретило её, но в некоторых областях полиандрия есть и сейчас. Другой обычай, khang-bu, или «маленький дом», при котором глава семьи, когда его старший сын становится достаточно взрослым для управления делами, переезжает в отдельный дом, беря с собой только необходимое для жизни имущество.
Наш христианский евангелист в Кхалаце стал отцом несколько недель назад, и люди из деревни сделали ему подарок «мука-козерога» для него и его жены. Он дал мне одну из тех фигур, которые были сделаны из муки и масла, и сказал мне, что это обычай в Тибете и Ладакхе — делать подарки «мука-козерога» по случаю рождения ребёнка. Это довольно интересная информация. Я часто задавался вопросом, почему было так много наскальных рисунков из козерогов в места, связанных с добуддийской религией Ладакха. Теперь кажется вероятным, что они являются благодарственными приношениями после рождения детей. Как я пытался показать в моей предыдущей статье, люди ходили в добуддийские места отправления культа, в частности, молиться, чтобы получить детей.
Долгие годы тибетская медицина была единственной системой оказания медицинской помощи. Эта школа впитала элементы аюрведы и традиционной китайской медицины, а также представления космологии тибетского буддизма. Веками медицинская помощь людям амчи предоставлялась местными целителями, она остаётся популярной и теперь. Правительство не пытается бороться с этим, а наоборот, поддерживает местных целителей и поощряет население изготавливать лекарства из растений.
Неправительственные организации оказывают посильную помощь в обеспечении ладакхцев чистой водой, доступной электроэнергией и защите женщин. Ладакхская группа по защите экологии и окружающей среды работает с 1971 года.

## Образование
Согласно переписи 2001 года, уровень грамотности в округе Лех составлял 62 % (72 % у мужчин и 50 % у женщин), в округе Каргил 58 % (74 % у мужчин и 41 % у женщин). Раньше образование можно было получить только в монастырях. По традиции, один сын из каждой семьи изучал тибетское письмо, чтобы читать священные книги.
В октябре 1889 года моравские миссионеры открыли в Лехе школу (которая существует и по сей день), и Вазир-ай Вазарат (ex officio комиссар-офицер британской армии) Балтистана и Ладакха приказал, чтобы каждая семья отправила хотя бы одного ребёнка в школу. Этот указ встретил большое сопротивление со стороны местных жителей, которые боялись, что дети будут вынуждены обратиться в христианство. В школе учили тибетский, урду, английский, географию, науки, изучали природу, арифметику, геометрию и изучали Библию. Местной общиной первая школа Lamdon Social Welfare Society была открыта в 1973 году. Позже, при поддержке со стороны Далай-ламы и некоторых международных организаций, количество школ возросло, в них могло обучаться около двух тысяч учащихся. Они гордятся тем, что сохранили ладакхские традиции и культуру. Драконовая школа Белого Лотоса под покровительством Его Святейшества Гьялванг Друкпа XII, главы ладакхской Друкпа Кагью, расположена в Ше. Эта школа нацелена на изучение ладакхских традиций и буддизма.
Школы в Ладакхе распределены равномерно, но 75 % из них дают только начальное образование. 65 % детей посещают школу, но часто случается, что как ученики, так и учителя пропускают занятия. В обоих округах школьные экзамены (X класс) не могли сдать около 85—95 % учеников, в колледжи способны поступить не более половины выпускников. До 1993 года до 14 лет преподавание велось на урду, после чего было внедрено обучение на английском языке.
В 1994 году Студенческое движение за образование и культуру Ладакха (SECMOL) провозгласило Операцию Новая Надежда (ONH), компанию по «культурным и местным особенностям образования» и планируют сделать муниципальные школы функциональнее и эффективнее. Они договариваются с НПО, правительством, учителями и сельскими общинами. К 2001 году в округе Лех экзамен на аттестат зрелости сдавали уже 50 % выпускников. Чтобы студенты смогли продолжить образование не покидая Ладакха, в Лехе был открыт государственный колледж.

## Медиа
- Рангьюл или Kargil Number — местная газета на английском и урду. Печатается в Кашмире.
- ReachLadakh.com предоставляет ладакхским журналистам возможность публиковаться.